# Vladimír Just

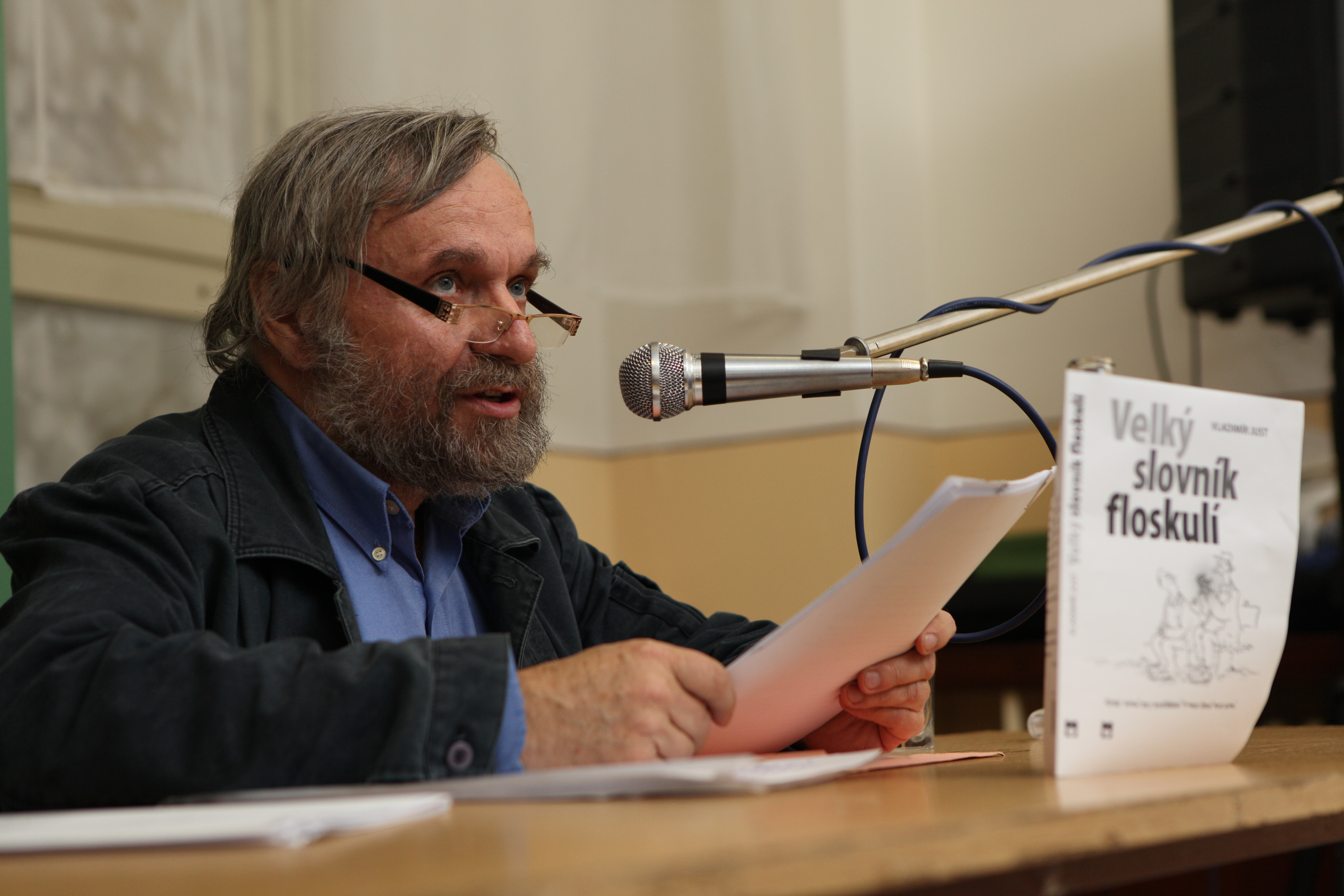
Vladimír Just 2009

Vladimír Just (* 6. Mai 1946 in Prag) ist ein tschechischer Theater- und Literaturkritiker, Autor von Theaterstücken und Schauspieler.

## Leben
Just studierte bis 1969 das Fach Theaterwissenschaft an der Philosophischen Fakultät der Karls-Universität Prag, wo er 1983 den Doktortitel und 1985 den akademischen Grad CSc. erwarb. Seit 1991 lehrte er an der Film- und Fernsehfakultät der Akademie der Musischen Künste (FAMU), seit 1996 am Lehrstuhl für Theaterwissenschaften der Philosophischen Fakultät der Karlsuniversität, wo er sich unter anderem der neueren Geschichte des tschechischen Theaters, des europäischen und tschechischen Kabaretts, hier besonders der tschechischen Kleinkunstbühnen, und der Theaterkritik widmet. Dazu wurde er 2004 an derselben Universität Dozent für das Fachgebiet Tschechisches Theater. Just schreibt für viele Periodika wie Divadelní noviny, Lidové noviny oder Divadelní revue. Bei letzterem war er bis 2010 Chefredakteur. Ferner interessiert er sich für Themen wie Unabhängigkeit, öffentlich-rechtliche Funk- und Fernsehanstalten, Vertreibung der Deutschen nach 1945 und deutsch-tschechische Beziehungen. Er ist Mitglied des Pen-Klubs und zahlreicher anderer kulturwissenschaftlicher Einrichtungen. Nach 1990 hielt er Vorlesungen und Seminare im Ausland.
Im November 2012 wurde er zum Professor ernannt.

## Werke
Auswahl der Werke:
- Divadlo v totalitním systému. Příběh českého divadla (1945-1989) nejen v datech a souvislostech, Academia, Prag 2010, ISBN 978-80-200-1720-8
- (mit anderen) Jiří Voskovec a Jan Werich v divadle, ve filmu, v soukromí, Brána, Prag 2001, ISBN 80-7243-110-2
- Werichovo divadlo ABC, Brána, Prag 2000, ISBN 80-7243-079-3
- Faust jako stav zadlužení - desetkrát o Faustovi, pokaždé jinak, Karolinum, Prag 2014, ISBN 978-80-246-2398-6
- Proměny malých scén (rozmluvy o vývoji a současné podobě českých autorských divadel malých jevištních forem), Mladá fronta, Prag 1984

## Quelle
- prof. PhDr. Vladimír Just, Csc., Profil des Lehrstuhls für Theaterwissenschaften (Katedra divadelní vědy - KDV) der Philosophischen Fakultät der Karlsuniversität, online auf: dv.ff.cuni.cz/...